# Ethan Hawke
Ethan Green Hawke (Austin (Texas), 6 november 1970) is een Amerikaanse acteur, schrijver en filmregisseur.

## Biografie

### Jeugd
Hij werd geboren als zoon van James Steven Hawke en Leslie Carole Green. Hawke verhuisde op jonge leeftijd naar Princeton, New Jersey, waar hij acteerles kreeg bij het McCarter Theatre. Hij deed mee met verschillende optredens van de middelbare school.

### Carrière
Op veertienjarige leeftijd debuteerde hij in de film Explorers (1985). In 1988 kreeg Hawke een rol aangeboden in Dead Poets Society. Dat werd zijn doorbraak. In 2002 is hij genomineerd voor een Academy Award voor beste bijrol in Training Day, in 2015 gebeurde dit voor Boyhood.
Hawke heeft verschillende boeken geschreven, waaronder The Hottest State (1996) en Ash Wednesday (2002), en enkele films zelf geregisseerd. Daaronder ook zijn eigen boekverfilming van The Hottest State in 2006.

### Privéleven
Op 1 mei 1998 trouwde hij met actrice Uma Thurman; ze kregen twee kinderen, een dochter (Maya Hawke) en een zoon. Het huwelijk eindigde in 2004. Op 18 juni 2008 trouwde hij in het geheim in New York met de vrouw die tijdens zijn huwelijk met Thurman de kinderjuf van hun twee kinderen was. Op 18 juli 2008 kreeg hij met zijn nieuwe vrouw een dochter.

## Filmografie
- Blue Moon (2025)
- Leave the World Behind (2023)
- Reservation Dogs (2023)
- Glass Onion: A Knives Out Mystery (2022)
- The Black Phone (2021)
- The Northman (2022)
- Moon Knight (2022) (televisieserie)
- Tesla (2020)
- La Vérité (2019)
- Blaze (regie, 2018)
- Juliet, Naked (2018)
- First Reformed (2017)
- 24 Hours to Live (2017)
- The Magnificent Seven (2016)
- Maudie (2016)
- In a Valley of Violence (2016)
- Regression (2015)
- Born to Be Blue (2015)
- Maggie's Plan (2015)
- Ten Thousand Saints (2015)
- Good Kill (2014)
- Predestination (2014)
- Boyhood (2014)
- The Purge (2013)
- Before Midnight (2013)
- Sinister (2012)
- La femme du Vème (2011)
- Staten Island (2009)
- Brooklyn's Finest (2009)
- Daybreakers (2009)
- What Doesn't Kill You (2008)
- Do Not Alter (2008)
- Before the Devil Knows You're Dead (2007)
- The Hottest State (2006)
- Fast Food Nation (2006)
- Billy Dead (2006)
- Lord of War (2005)
- Assault on Precinct 13 (2005)
- Taking Lives (2004)
- Before Sunset (2004)
- Alias (2003)
- Corso: The Last Beat (2002)
- Chelsea Walls (2001)
- The Jimmy Show (2001)
- Training Day (2001)
- Tape (2001)
- Waking Life (2001)
- Tell Me (2000)
- Hamlet (2000)
- Snow Falling on Cedars (1999)
- Joe the King (1999)
- The Velocity of Gary (1998)
- The Newton Boys (1998)
- Great Expectations (1998)
- Gattaca (1997)
- Search and Destroy (1995)
- Before Sunrise (1995)
- The Juliana Hatfield Three – Spin the Bottle (1994) (videoclip)
- White Fang 2: Myth of the White Wolf (1994, onvermeld)
- Floundering (1994)
- Reality Bites (1994)
- Rich in Love (1993)
- Alive (1993)
- Waterland (1992)
- A Midnight Clear (1992)
- White Fang (1991)
- Mystery Date (1991)
- Dead Poets Society (1989)
- Dad (1989)
- Explorers (1985)